# Suwak pustynny
Suwak pustynny (Meriones meridianus) – gatunek ssaka z podrodziny myszoskoczków (Gerbillinae) w obrębie rodziny myszowatych (Muridae), występujący w Azji Środkowej i na Dalekim Wschodzie.

## Zasięg występowania
Suwak pustynny występuje w południowej części europejskiej Rosji, południowym Kazachstanie, Uzbekistanie, Turkmenistanie, Kirgistanie, Tadżykistanie, północno-wschodnim Iranie, północnym Afganistanie, północno-zachodniej i północno-środkowej Chińskie Republice Ludowej (Sinciang, Gansu, Qinghai, Mongolia Wewnętrzna, Ningxia, północne Shaanxi, północne Shanxi i północno-zachodnie Hebei) oraz w południowej Mongolii.

## Taksonomia
Gatunek po raz pierwszy zgodnie z zasadami nazewnictwa binominalnego opisał w 1773 roku niemiecki przyrodnik Peter Simon Pallas nadając mu nazwę Meriones meridianus. Holotyp pochodził z Dosang, w obwodzie astrachańskim, w południowo-wschodniej Rosji.
M. meridianus wykazuje dużą zmienność morfologiczną i chromosomową w całym swoim rozległym zasięgu. Zachodzi potrzeba dodatkowych badań ponieważ jego taksonomia wymaga uwagi. W przyszłości mogą zostać opisane ukryte gatunki. Autorzy Illustrated Checklist of the Mammals of the World uznają ten takson za gatunek monotypowy.

### Etymologia
- Meriones: gr. μηρος mēros „biodro, udo”[15].
- meridianus: łac. meridianus „z południa, południowy”, od meridies „południe”[16].

## Morfologia
Długość ciała (bez ogona) 90–144 mm, długość ogona 85–135 mm, długość ucha 10–19 mm, długość tylnej stopy 25–34 mm; masa ciała 24–60 g. Kariotyp wynosi 2n = 50, FN = 78.

## Ekologia
Suwak pustynny prowadzi naziemny tryb życia, jest spotykany do wysokości 1600 m n.p.m. Zamieszkuje pustynie piaszczyste, najczęściej w obszarach wzgórz i obszarach piaszczystych porośniętych krzewami.
Wiosną i latem gryzonie te są aktywne nocą, natomiast jesienią, gdy gromadzą zapasy na zimę, są aktywne cały dzień. Wykopują  nory pod korzeniami krzewów, tworzą duże kolonie z wyraźną strukturą społeczną. Żywią się głównie nasionami, czasem owadami. W północnej części zasięgu rozmnaża się od kwietnia do września, z dwoma szczytami na wiosnę i jesienią, zaś w południowej od lutego lub marca do października, a w sprzyjających okolicznościach przez cały rok. Roczne i starsze samice zazwyczaj wydają na świat trzy mioty rocznie, młodsze raz–dwa razy. W miocie jest zwykle sześć młodych.

## Populacja
Gatunek ten jest pospolity i zamieszkuje bardzo rozległy obszar. Liczebność populacji może podlegać dużym fluktuacjom, nawet ponad dziesięciokrotnym, zależnie od warunków zimą i dostępności pożywienia. Zwierzęta te występują w wielu obszarach chronionych na obszarze swojego występowania, w Mongolii jest to 17% krajowego zasięgu. Tak jak inne myszoskoczki, suwaki pustynne mogą być rezerwuarem chorób. Są klasyfikowane jako gatunek najmniejszej troski.